# Michael Wehrheim
Michael Wehrheim (* 11. Dezember 1959 in Bad Homburg vor der Höhe; † 7. Mai 2011) war ein deutscher Wirtschaftswissenschaftler und Tischtennisspieler.

## Leben
Wehrheim studierte an der Johann Wolfgang Goethe-Universität in Frankfurt am Main. 1984 erhielt er dort seinen akademischen Grad als Diplom-Kaufmann. Von 1979 bis 1986 war er Assistent der Geschäftsleitung bei der Firma Westo GmbH in Oberursel. Von 1986 bis 1989 arbeitete er als wissenschaftlicher Angestellter an der Johann Wolfgang Goethe-Universität. In dieser Zeit promovierte er 1988 zum Dr. rer. pol. 1989 wurde Wehrheim Lehrbeauftragter an der European Business School im Schloss Reichartshausen. Daneben war er von 1989 bis 1990 Vorstandsassistent in der Holding der Familie Quandt.
Im Jahr 1990 wurde Wehrheim Professor für Wirtschaftswissenschaften, insbesondere Rechnungswesen an der Fachhochschule des Bundes für öffentliche Verwaltung in Dieburg. 1992 wechselte er an die Fachhochschule Frankfurt am Main, wo er bis 2004 Professor für Betriebswirtschaftslehre, insbesondere Rechnungslegung und Betriebswirtschaftliche Steuerlehre war. Im Jahr 1999 übernahm er die Vertretung der Professur für Allgemeine Betriebswirtschaftslehre und Betriebswirtschaftliche Steuerlehre an der Philipps-Universität Marburg, bevor er schließlich 2001 die Professur vollständig übernahm. 2003 erfolgte seine Bestellung zum Steuerberater. 2006 wurde er Prodekan des Fachbereichs Wirtschaftswissenschaften. Ab August 2007 war Wehrheim Professor für Betriebswirtschaftslehre, insbesondere Betriebswirtschaftliche Steuerlehre und Externes Rechnungswesen, an der Justus-Liebig-Universität Gießen. Von April 2009 bis September 2010 fungierte er als Studiendekan. Des Weiteren lehrte er in MBA-Programmen mehrerer in- und ausländischer Universitäten sowie in Management-Ausbildungsprogrammen internationaler Unternehmen.
Sein Forschungsschwerpunkt lag in der nationalen und internationalen Unternehmensbesteuerung, der Rechnungslegung und Besteuerung. Dies umfasst auch die Betrachtung der Auswirkungen der Besteuerung auf betriebswirtschaftliche Entscheidungen, speziell bei mittelständischen Unternehmen.
Er war Mitglied der Schmalenbach-Gesellschaft für Betriebswirtschaft sowie in der Sektion Steuern und Rechnungswesen des Verbandes der Hochschullehrer für Betriebswirtschaft. Des Weiteren war er Mitglied des Finanz- und Steuerausschusses der IHK Gießen-Friedberg und fungierte als Sachverständiger des Finanzausschusses des deutschen Bundestages.

## Tischtennis
Neben seiner akademischen Karriere war Wehrheim ein aktiver Tischtennisspieler, der bereits in der Bundesliga zum Einsatz kam. Die Vereinsstationen in den 1980er und 1990er Jahren waren:
- 1981:1981– TTC Mörfelden[1]
- 1981–1982: Eintracht Frankfurt[2]
- 1982–1983: TTC Grünweiß Bad Hamm[3]
- 1983–1984: TTC Heusenstamm[4]
- 1984–1985: TTC Grünweiß Bad Hamm[5]
- 1985–1990: Eintracht Frankfurt[6]
- 1990–1991: TTF Neuhausen[7]
- 1991–1993: FTG Frankfurt[8]
- ab 1993: TTC Lampertheim

Des Weiteren spielte er in der Regionalliga für den TTV Stadtallendorf und kam 2009 zum Oberligaverein TT SG Anspach.